# Гонсалес Ривас, Диего
Диего Гонсалес Ривас (исп. Diego González Rivas; род. 1974, Ла-Корунья) — испанский хирург, создатель малоинвазивной видеоассистированной техники в торакальной хирургии, которая дает возможность оперировать, используя только один разрез.

## Биография
Сын медсестры. Хирург Университетского Больничного Комплекса Ла-Корунья (CHUAC), член Американской Ассоциации Торакальной Хирургии. Работает по всему миру и руководит программой торакальной видеохирургии в Шанхайской клинике лёгочных болезней (Shanghai Pulmonary Hospital). Для изучения минимально инвазивной видеоассистированной хирургии он отправился в США и усовершенствовал технику Томаса Д’Амико для работы в грудной полости с двумя разрезами до разработки техники Uniportal VATS, которая позволяет оперировать в грудной клетке с помощью одного разреза, установив камеру в его верхней части. Таким образом, реабилитация после операции проходит быстрее, тогда как обычно послеоперационный период после подобных манипуляций очень жесткий. С помощью этой техники послеоперационный период снижается до двух или трех дней. Сначала, при разработке техники он думал, что с её помощью можно будет только оперировать в нижней части легких, но вскоре увидел, что можно иметь доступ ко всему легкому со всех сторон, развивая новую концепцию инструментации. Его техника была принята многими грудными хирургами во всем мире.